# Roberto Moreira (voleibolista)
Roberto Duarte Dias Moreira (Fortaleza, 29 de abril de 1965) é um ex-jogador de voleibol de praia do Brasil.
Em 1992, em dupla com Eduardo Garrido, conquistou a medalha de prata no torneio exibição de Voleibol de praia nos Jogos Olímpicos de Verão de Barcelona.
Em 1993, essa mesma dupla conquistou a medalha de bronze nos Jogos Mundiais, disputado naquele ano cidade holandesa de Haía.